# Minlagerron
Minlagerron (лат.) — ископаемый род полужесткокрылых насекомых, относящийся к вымершему семейству Minlagerrontidae (Auchenorrhyncha), которое включает также род Megagerron. Бирманский янтарь, меловой период (сеноманский век, около 99 млн лет). Мьянма. 2 вида.

## Описание
Мелкие полужесткокрылые насекомые. Длина около 7 мм, ширина около 3 мм. Отличаюстя специализированной формой головы, выступающими глазами, экстремально выступающими тилусами, 
шеевидным протораксом. Род и семейство были впервые описаны в 2019 году палеоэнтомологами Jun Chen (Китай), Jacek Szwedo (Гданьск, Польша) и Bo Wang (Китай) и включены в состав инфраотряда Cicadomorpha и предварительно в надсемейство †Hylicelloidea. Среди сестринских таксонов названы: Chiliocyclidae, Hylicellidae, Mesojabloniidae.
- Minlagerron griphos Chen, Szwedo & Wang, 2019
- Minlagerron onyxos Chen, Szwedo & Wang, 2019